# Пустой Чернец
Пустой Чернец — деревня в Старорусском районе Новгородской области в составе Наговского сельского поселения.

## География
Находится в южной части Новгородской области на расстоянии приблизительно 13 км на запад-северо-запад по прямой от железнодорожного вокзала города Старая Русса.

## История
На карте 1840 года уже была обозначена как поселение с 63 дворами. В 1908 году здесь (Старорусский уезд Новгородской губернии) было учтено 64 двора.

## Население
Численность населения: 452 человека (1908 год), 26 (русские 96 %) в 2002 году, 35 в 2010.